# Erich Wolfgang Korngold
Erich Wolfgang Korngold (alemany: [ˈeːʁɪç ˈvɔlfɡaŋ ˈkɔʁnɡɔlt]; Brno, 29 de maig de 1897 - Los Angeles, 29 de novembre de 1957) va ser un compositor i director d'orquestra austríac que va adoptar la nacionalitat nord-americana després de fugir d'Europa. Va ser un nen prodigi com a pianista i com a compositor. Després de triomfar amb una òpera escrita als 23 anys, va dedicar-se a la música pel cinema sent un dels creadors de l'anomenat "so de Hollywood". Es va convertir en un dels compositors més importants i influents de la història de Hollywood, i el primer compositor de talla internacional que va escriure partitures per a Hollywood.
Quan tenia 11 anys, el seu ballet Der Schneemann (El ninot de neu), va esdevenir una sensació a Viena, seguit de la seva Segona Sonata per a piano, que va escriure als 13 anys, interpretada per tot Europa per Artur Schnabel. Les seves òperes en un acte Violanta i Der Ring des Polykrates es van estrenar a Múnic el 1916, dirigides per Bruno Walter. Als 23 anys, la seva òpera Die tote Stadt (La ciutat morta) es va estrenar a Hamburg i Colònia. El 1921 va dirigir l'Òpera d'Hamburg. Durant la dècada de 1920 va reorquestrar, rearranjar i gairebé tornar a compondre diverses operetes de Johann Strauss II. El 1931 era professor de música a l'⁣Acadèmia Estatal de Viena.
A petició del director de cinema Max Reinhardt, i a causa de l'ascens del règim nazi, Korngold es va traslladar a Hollywood el 1934 per escriure partitures musicals per a pel·lícules. El seu primer va ser El somni d'una nit d'estiu (1935), de Reinhardt. Posteriorment, va escriure partitures per a pel·lícules com Captain Blood (1935), la qual cosa va ajudar a impulsar la carrera del seu nou protagonista, Errol Flynn. La seva partitura per Anthony Adverse (1936) va guanyar un Oscar i va ser seguida dos anys més tard amb un altre Oscar per Les aventures de Robin Hood (1938).
En total, va escriure la partitura de 16 pel·lícules de Hollywood, rebent dues nominacions més. Juntament amb Max Steiner i Alfred Newman, és un dels fundadors de música per a cinema. Tot i que les seves composicions romàntiques clàssiques tardanes ja no eren tan populars quan va morir el 1957, la seva música va experimentar un ressorgiment d'interès a la dècada de 1970 a partir del llançament de l'àlbum de RCA Red Seal The Sea Hawk: The Classic Film Scores of Erich Wolfgang Korngold (1972). Aquest àlbum, produït pel seu fill George Korngold, va ser molt popular i va despertar interès per la seva música per al cinema i d'altres compositors com Steiner i per la seva música de concert, que sovint incorporava temes populars de les seves partitures de pel·lícules (un exemple és el Concert per a violí en re, op. 35, que incorporava els seus temes de quatre partitures cinematogràfiques diferents i forma part del repertori estàndard).

## Els primers anys com a prodigi
Erich Wolfgang Korngold va néixer en una família jueva a Brünn, Àustria-Hongria (actual Brno, República Txeca). Erich va ser el segon fill de l'eminent crític musical (Leopold) Julius Korngold (1860–1945); el seu germà gran, Hans Robert Korngold (1892–1965), també esdevingué músic. Un nen prodigi que vivia a Viena, Erich podia tocar arranjaments de piano a quatre mans al costat del seu pare als cinc anys. També podia reproduir qualsevol melodia que sentia al piano, juntament amb tocar acords complets i elaborats. Als set anys, ja escrivia música original.:11
Korngold va tocar la seva cantata Gold per a Gustav Mahler el 1909; Mahler el va qualificar de "geni musical" i va recomanar que estudiés amb el compositor Alexander von Zemlinsky. Richard Strauss també va parlar molt bé de la joventut i, juntament amb Mahler, va dir al pare de Korngold que no hi havia cap benefici que el seu fill es matriculés en un conservatori de música, ja que les seves habilitats ja estaven anys per davant del que hi podia aprendre.:11
Als 11 anys, va compondre el ballet Der Schneemann (El ninot de neu), que es va convertir en una sensació quan es va representar a l'⁣Òpera de la Cort de Viena el 1910, incloent-hi una actuació per encàrrec de l'emperador Francesc Josep. Va continuar component amb gran èxit durant la seva adolescència. Als 12 anys va compondre un trio per a piano. La seva Sonata per a piano núm. 2 en mi major, que va seguir, va ser interpretada per tot Europa per Artur Schnabel. Durant aquests primers anys també va fer rotlles de música de pianola per al sistema Hupfeld DEA i Phonola i també per al sistema Aeolian Duo-Art, que sobreviuen avui dia i es poden escoltar.
Korngold va escriure la primera partitura orquestral, la Schauspiel-Ouvertüre, quan tenia 14 anys. La Sinfonietta va aparèixer l'any següent, i les seves dues primeres òperes, Der Ring des Polykrates i Violanta, el 1914. El 1916, va escriure cançons, obres de cambra i música incidental, inclosa Much Ado About Nothing, que va tenir unes 80 actuacions a Viena.

## Carrera de composició a Europa
Korngold va estar actiu en el teatre per tot Europa quan tenia uns 20 anys. Després de l'èxit de la seva òpera Die tote Stadt, que va dirigir a molts teatres d'òpera, va desenvolupar una passió per la música de Johann Strauss II i va aconseguir exhumar una sèrie de partitures perdudes.:13 Els va orquestrar i posar en escena utilitzant nous conceptes. :13 Tant A Night in Venice com Cagliostro in Vienna són recreacions de Korngold;:13 aquestes van ser les obres que primer van cridar l'atenció de Max Reinhardt sobre Korngold.:13
En aquest moment Korngold havia assolit el zenit de la seva fama com a compositor d'òpera i música de concert. Compositors com Richard Strauss i Giacomo Puccini el van elogiar, i molts directors, solistes i cantants famosos van afegir les seves obres als seus repertoris. Va començar a col·laborar amb Reinhardt en moltes produccions, inclosa una col·lecció de peces de Strauss poc conegudes que van organitzar, Waltzes From Vienna.:13 Va ser retitulat El gran vals i es va convertir en la base d'una pel·lícula britànica de 1934 dirigida per Alfred Hitchcock:13 i una pel·lícula del mateix nom als EUA, protagonitzada per Luise Rainer. Korngold va dirigir versions escenificades a Los Angeles el 1949 i el 1953.:13
Va completar un Concert per a piano per la mà esquerra per al pianista Paul Wittgenstein el 1923 i la seva quarta òpera, Das Wunder der Heliane, quatre anys més tard. Va començar a organitzar i dirigir operetes de Johann Strauss II i altres mentre ensenyava òpera i composició a la Vienna Staatsakademie. Korngold va rebre el títol de professor honoris causa pel president d'Àustria.

## Compositor de pel·lícules de Hollywood

### Somni d'una nit d'estiu(1935)
Després de l'èxit de Max Reinhardt en ña producció d'El somni d'una nit d'estiu de Shakespeare per a l'escenari, utilitzant música incidental de Felix Mendelssohn, va convidar Korngold a Hollywood el 1934 per adaptar la partitura de Mendelssohn per a la seva versió cinematogràfica prevista.:8 Korngold també ampliaria i dirigiria la partitura.
La pel·lícula, que es va estrenar el 1935, va ser la primera per a l'estudi de Warner Brothers en produir una pel·lícula basada en una obra d'art literari de 400 anys d'antiguitat. L'estudi va assignar a gairebé totes les estrelles o actors de personatges sota contracte per participar en la pel·lícula, i el rodatge va durar més de sis mesos.:8 L'estudi també va permetre a Korngold dedicar més atenció a la banda sonora que en qualsevol de les seves pel·lícules anteriors; va poder preregistrar certes parts de la pel·lícula per beneficiar els actors, que després havien d'actuar seguint el ritme i el tempo de la música.:8 Com a resultat de l'elaboració elaborada de la partitura, la pel·lícula i la música de Korngold van deixar una forta impressió a la indústria cinematogràfica.:8
Korngold va tornar a Àustria per acabar amb Die Kathrin. Va tornar a Hollywood per gravar la pel·lícula Give Us This Night, amb el lletrista Oscar Hammerstein II, una pel·lícula que va presentar la mezzosoprano Gladys Swarthout i el tenor d'origen polonès Jan Kiepura, que havia protagonitzat diverses òperes de Korngold a Europa.:9

### Captain Blood(1935)
El 1935, Warners va preguntar a Korngold si estava interessat a escriure una banda sonora dramàtica original per a Captain Blood. Al principi, va declinar, sentint que una història sobre pirates estava fora del seu rang d'interès. Tanmateix, després de veure el rodatge, amb una nova estrella dinàmica, Errol Flynn, en un paper heroic al costat d'⁣Olivia de Havilland, que va debutar a Somni d'una nit d'estiu, va canviar d'opinió.
Korngold no només tenia la formació, sinó també el do de la melodia, un sentit innat del teatre i les habilitats per manipular el sentiment, l’emoció, l’humor i l’emoció. En resum, si Jack L. Warner hagués estat resant per un compositor així, les seves pregàries havien estat contestades.  
Després d'acceptar, però, va saber que necessitava compondre més d'una hora de música simfònica en només tres setmanes. El curt període el va obligar a utilitzar fragments de poemes simfònics de Franz Liszt, i un parell de pistes atractives van ser escrites per l'orquestrador de Korngold Milan Roder. Al final, Korngold va insistir que només se li atribueixen les adaptacions musicals, tot i que va escriure gairebé tota la pel·lícula amb música original.:8
Captain Blood es va convertir en un èxit immediat, amb una nominació a l'Oscar per la partitura. Com a primera banda sonora de pel·lícula totalment simfònica de Korngold, va marcar una fita en la seva carrera, ja que es va convertir en el primer compositor de talla internacional a signar un contracte amb un estudi de cinema.:10 També va llançar la carrera de Flynn i va donar un gran impuls a la de De Havilland, que va fer altres set pel·lícules amb Flynn. Korngold va obtenir sis pel·lícules més protagonitzades per Flynn.:21 A més, Captain Blood va obrir el camí a altres aventures romàntiques disfressades, que no s'havien vist des de l'època del cinem mut.:9

### Anthony Adverse(1936)
Després de gravar Anthony Adverse, una altra pel·lícula de Warner, aquesta protagonitzada per Fredric March i Olivia de Havilland, la carrera de Korngold a Hollywood es va desenvolupar ràpidament. Finalment, es va convèncer que la música dramàtica encaixava bé amb certs tipus de pel·lícules.:23 La pel·lícula, que està ambientada a mitjans del segle XVIII a Itàlia, els Alps i França, va rebre un tractament costós per part de Warners, cosa que li va agradar molt.:23
Korngold va rebre el seu primer Premi de l'Acadèmia per la banda sonora d'Anthony Adverse. En aquesta pel·lícula, la primera mitja hora conté música contínua.:23 i va demostrar ser un gran pas endavant en l'art de la partitura cinematogràfica. Korngold va concebre les seves partitures cinematogràfiques com "òperes sense cantar".

### Les aventures de Robin Hood(1938)
El 1938, Korngold dirigia òpera a Àustria quan Warner Brothers li va demanar que tornés a Hollywood i compongués una partitura per a Les aventures de Robin Hood (1938), protagonitzada per Errol Flynn i Olivia de Havilland. La pel·lícula, basada en una llegenda anglesa majoritàriament de ficció, es considera la millor del seu tipus, amb una sèrie contínua de seqüències romàntiques i aventureres impulsades per la partitura dinàmica de Korngold.:27 L'historiador de la música Laurence E. MacDonald assenyala que hi va haver molts factors que van fer que la pel·lícula fos un èxit, incloent-hi el repartiment, la fotografia en Technicolor i la direcció trepidant de Michael Curtiz, però "sobretot, hi ha la música gloriosa de Korngold".:49 I l'historiador del cinema Rudy Behlmer descriu la contribució de Korngold a aquesta i a les seves altres pel·lícules:
| « | La banda sonora de Korngold va ser una dimensió afegida esplèndida. El seu estil per als films d'acció de Flynn es semblava al dels creadors dels poemes simfònics alemanys de finals del segle XIX i principis del segle xx. Incorporava harmonies cromàtiques, efectes instrumentals exuberants, clímats apassionats — tot interpretat d'una manera generalment romàntica. L'estil original i distintiu de Korngold va ser influït pel leitmotif wagnerià, la virtuositat orquestral de Richard Strauss, la delicadesa i l'amplitud melòdica de Puccini i el desenvolupament en línia llarga de Gustav Mahler.:38 | » |

Abans que Korngold comencés a compondre la partitura, Àustria va ser envaïda per Alemanya i annexada pels nazis. La seva casa a Viena va ser confiscada pels nazis.:35I com que significava que tots els jueus d'Àustria estaven ara en risc, Korngold es va quedar a Amèrica fins al final de la Segona Guerra Mundial. Més tard va dir: "Ens consideràvem vienesos; Hitler ens va fer jueus". Korngold va assenyalar que l'oportunitat de compondre la partitura de Robin Hood li va salvar la vida.
També li va donar el seu segon premi de l'Acadèmia a la millor banda sonora original i va establir l'estil simfònic que després s'utilitzaria en pel·lícules d'acció durant l'Edat d'Or de Hollywood.:50 Les èpiques modernes com les trilogies Star Wars i Indiana Jones també inclouen partitures simfòniques originals.:50 El compositor John Williams ha citat a Korngold com la seva inspiració per escriure la sèrie Star Wars. :717

### Juarez(1939)
Korngold estava interessat a escriure una partitura per a Juarez, ja que hi intervenen personatges històrics de Mèxic i Àustria. Tractava del polític mexicà Benito Juárez però també incloïa la història de l'arxiduc Maximilià von Habsburg i la seva dona, Carlotta. Korngold es va emocionar per la història real de com Louis Napoleó, veient Amèrica envoltada per la Guerra Civil, va aprofitar aquest fet i va intentar, el 1864, controlar Mèxic. Va nomenar Maximilià com el seu emperador. :29
Després que els Estats Units van exigir que França es desvinculés dels seus interessos a Mèxic, l'aristòcrata austríac va quedar a la seva sort i va ser executat pel govern de Juárez. L'accent dramàtic de la pel·lícula es va inclinar a favor de Maximilian i Carlotta, però, molt ajudat pels temes punyents de Korngold per a ells.:29
Korngold va investigar la música popular a Mèxic en aquell moment i es va adonar que no era mexicana sinó "inequívocament vienesa". Va compondre 3.000 compassos de música per a la partitura, emulant de vegades els ritmes de Frédéric Chopin i Franz Schubert, i el segon tema del primer moviment del seu Concert per a violí es va extreure del seu treball per a la pel·lícula. A Maximilian i Carlotta els encantava la cançó mexicana La Paloma, i Korngold la va utilitzar eficaçment durant la partitura.:29

### The Private Lives of Elizabeth and Essex(1939)
Korngold va ser novament nominat per la seva partitura de The Private Lives of Elizabeth and Essex. La banda sonora és essencialment operística, amb una música de fons exuberant en tot moment, un tema de marxa vibrants per a Essex (Errol Flynn), i una de les seves "més nobles i heroiques melodies" pel tema "Elizabeth, la Reina", Elizabeth (Bette Davis).:59 La pel·lícula d'una hora i mitja de durada compta amb el suport de la partitura, composta de rics temes dramàtics i romàntics.
Va optar per no utilitzar cap música d'època ni per aproximar-se als sons musicals del segle XVI, explicant:
| « | Els amors i odis dels dos personatges principals, les idees expressades pel dramaturg en general, tot i que preses de la història, són simbòliques. És una obra sobre principis i motius d'amor i ambició eternament veritables, tan recurrents avui com fa tres-cents anys.:30 | » |

La partitura se centra en el títol principal reial, la marxa triomfal d'entrada d'Essex a Londres, el tema de la reina i la recapitulació d'aquest tema als títols finals.:30

### El falcó de mar(1940)
The Sea Hawk va ser l'última banda sonora de Korngold per a pel·lícules d'aventures, totes elles protagonitzades per Errol Flynn. És àmpliament considerada com una de les millors de Korngold. :39 La pel·lícula dura dues hores i sis minuts i va ser una de les pel·lícules més llargues en què va treballar mai.:67 Inclou partitura simfònica en tots els minuts menys vint.:67 També va ser la seva desena partitura original en menys de sis anys.:67
Del duel final entre Thorpe (Errol Flynn) i Wolfingham (Henry Daniell), MacDonald afirma que "la música de Korngold sense alè, de ritme ràpid, ajuda a fer d'aquesta una de les baralles d'espases més emocionants de la història del cinema",:68 mentre que Behlmer descriu l'escena del duel com un "tour de force d'energia rítmica i exactitud". :39

### The Sea Wolf(1941)
En la partitura de The Sea Wolf, basada en una novel·la de Jack London, la carrera cinematogràfica de Korngold va anar en una direcció diferent. En aquesta pel·lícula, la partitura reflecteix una atmosfera maligna, imatges fosques i les emocions tenses de la tripulació durant un viatge desafortunat. Edward G. Robinson, com a Wolf Larsen, interpreta un capità turmentat i brutal d'un balener que queda inutilitzat per un vaixell rival.
Per donar suport a l'atmosfera complexa, amb les seves escenes del viatge envoltat de boira, Korngold va crear una partitura subestimada, que era molt diferent de les d'aventures. Sovint utilitzava acords aguts dels metalls amb configuracions remolí, juntament amb un tema d'amor interpretat per una harmònica. L'historiador de la música Thomas S. Hischak destaca alguns aspectes de la banda sonora:
| « | La banda sonora de Korngold per a The Sea Wolf no només és més silenciosa, sinó que realment és ombria i, a vegades, dissonant. El tema d'obertura captura el caos de la naturalesa a la zona del Nord, però aviat la banda sonora sembla estar envoltada en una boira (com els personatges) i tot es torna mòrbid i inquietant.:410 | » |

### Kings Row(1942)
La partitura de Kings Row (1942) s'ha comparat amb les de pel·lícules com Gone with the Wind i Anthony Adverse, que també tenien motius temàtics potents. Aquestes històries estaven basades en novel·les supervendes recents, com també ho era Kings Row. En aquesta partitura, Korngold es va allunyar encara més dels seus anteriors estils romàntics i d'espasa. Aquesta va ser la partitura per al cinema més gòtica de Korngold i una pel·lícula que l'historiador del cinema Tony Thomas ha qualificat d'un "autèntic clàssic nord-americà".:36 Afegeix que la partitura "podria haver estat la base d'una òpera o d'un poema simfònic de gran escala".:36
La història està ambientada en una ciutat del mig oest dels Estats Units (Kings Row), on els personatges retraten una àmplia gamma d'emocions psicològiques, des d'amors i odis, amargor, tendresa i turment. Combinat amb la partitura de Korngold, la pel·lícula va obtenir un nivell d'interès i aclamació inusualment alt. El seu coprotagonista, el futur president Ronald Reagan, va considerar la seva actuació la millor de la seva carrera.
La partitura conté un tema principal que varia al llarg de la pel·lícula, depenent de com es desenvolupi cada escena. MacDonald afirma que el tema principal és una "melodia majestuosa i noble que immediatament crida l'atenció de l'espectador" quan comença la pel·lícula.:80 Mitjançant aquest motiu, el tema connecta tota la partitura, que sovint deixava un fort impacte en els espectadors.
El compositor britànic Harold Truscott, per exemple, que va veure la pel·lícula quan tenia 28 anys, va escriure a Korngold admirant la partitura. També va veure la pel·lícula més de trenta vegades només per escoltar la partitura, de vegades amb els ulls completament tancats. Igual que Gone with the Wind, Kings Row conclou amb el tema principal cantat operísticament per un cor invisible.

### Darreres partitures: 1943–1956
Kings Row va ser seguida per set partitures de pel·lícules en quatre anys: The Constant Nymph (1943), Between Two Worlds (1944), Devotion (1946), Of Human Bondage (1946), Deception (1946), Escape Me Never (1947), i Aventures de Don Juan (1948) (partitura no utilitzada).
La Segona Guerra Mundial va impedir que Korngold tornés a Europa. Es va fer ciutadà americà el 1943 i va romandre als Estats Units després de retirar-se de la composició de bandes sonores el 1947.
Va passar els darrers deu anys de la seva vida component peces de concert, com ara un Concert per a violí, una Serenata simfònica per a cordes, un Concert per a violoncel i una Simfonia. El Concert per a violí ha tingut un èxit particular, amb molts enregistraments i actuacions després de la versió inicial de Jascha Heifetz.
Va tornar a la música de cinema una vegada més, poc abans de la seva mort, per Magic Fire (1955), una biografia cinematogràfica del compositor Richard Wagner. Se li va demanar que adaptés la música de Wagner per a la major part de la pel·lícula, però Korngold també va escriure música original per a ella. Se'l veu durant les escenes finals en un cameo sense acreditar com el director d'orquestra Hans Richter.
En el moment de la seva mort als 60 anys, estava treballant en la seva sisena òpera.

## Obres

### Òpera i ballet
- 1910 - Der Schneeman, ballet pantomima, estrena: Viena, 4 d'octubre
- 1916 - Der Ring des Polykrates, op. 7, òpera en un acte, estrena: Múnic, 28 de març
- 1916 - Violanta, op. 8, òpera en un acte, estrena: Múnic, 28 de març
- 1920 - Die tote Stadt, op. 12, òpera en tres actes, estrena: Hamburg i Colònia, 4 de desembre
- 1927 - Das Wunder der Heliane, op. 20, òpera en tres actes, estrena: Hamburg 7 d'octubre
- 1939 - Die Kathrin, op. 28, òpera en tres actes, estrena: Estocolm, 7 d'octubre
- 1954 - Die stumme Serenade op. 36, comèdia musical en dos actes, estrena: Dortmund, 10 de novembre

### Música orquestral
- 1911 - Schauspiel Overture, op. 4, estrena: Leipzig, 14 de desembre
- 1913 - Sinfonietta in B major, op. 5, estrena: Viena 30 de novembre
- 1920 - Sursum Corda, Obertura Simfònica, op. 33, estrena: Viena, 24 de gener
- 1924 - Concert per a piano i orquestra (per a la mà esquerra), en Do sostingut, estrena: Viena, 22 de setembre
- 1932 - Baby Serenade, op. 24, estrena: Viena, 5 de desembre
- 1947 - Concert per a violí i orquestra, en re major, estrena: St Louis, 15 de febrer
- 1946 - Concert per a violoncel i orquestra, en do major op. 37, estrena: Los Angeles, de desembre
- 1950 - Symphonic Serenade, en Si bemoll major, per a orquestra de corda, OP32, estrena: Viena, gener
- 1954 - Simfonia en Fa sostingut major, op. 40, estrena: Viena 17 d'octubre
- 1953 - Tema i Variacions per a una orquestra escolar, op. 42, estrena: Inglewood, 22 de novembre

### Piano
- 1908 - Beim Grossmutterschen Waltz
- 1909 - Sonata per a piano en re menor
- 1909 - Don Quixote
- 1911 - Sonata per a piano Núm. 2 en mi menor, OP2
- 1911 - Sieben Marchenbilder OP3
- 1926 - Vier Kleine Karikaturen fur Klavier, OP 19
- 1932 - Sonata per a piano Núm. 3 en do menor, OP25
- 1948 - Waltz for Luzi

### Música de cambra
- 1910 - Trio en re major per a piano, violí i violoncel OP1
- 1913 - Sonata en sol major per a violí i piano, OP6
- 1917 - Sextet de cordes en re major, OP 10
- 1923 - Quintet en mi major per a piano i cordes, OP15
- 1924 - Quartet de corda Núm. 1 en la major
- 1930 - Suite per a dos violins, violoncel i piano (mà esquerra), OP23
- 1934 - Quartet de corda Núm. 2 en Mi bemoll major, OP26
- 1946 - Quartet de corda Núm. 3 en re major, OP34

### Música incidental
- 1920 - Much Ado About Nothing, OP11, estrena: Viena 6 de maig
- 1923 - Der Vambyr, estrena: 3 de febrer

### Música per al cine
- 1956 - Magic Fire
- 1947 - Escape Me Never
- 1946 - Of Human Bondage
- 1946 - Devotion
- 1946 - Deception
- 1944 - Between Two Worlds
- 1943 - The Constant Nymph
- 1942 - Kings Row
- 1941 - The Sea Wolf
- 1940 - El falcó del mar (The Sea Hawk)
- 1939 - The Private Lives of Elizabeth and Essex
- 1939 - Juarez
- 1938 - Les aventures de Robin Hood (The Adventures of Robin Hood) (Oscar a la millor banda sonora)
- 1937 - Another Dawn
- 1937 - The Prince and the Pauper
- 1936 - The Green Pastures
- 1936 - Give Us This Night
- 1936 - Anthony Adverse (Oscar a la millor banda sonora)
- 1935 - El capità Blood (Captain Blood)
- 1935 - A Midsummer Night's Dream